# 鄂豫皖革命根据地旧址
鄂豫皖革命根据地旧址群，是中华人民共和国古建筑遗址群。主要集中在河南省新县县城。由土地革命战争中国共产党所创建鄂豫皖革命根据地的建筑遗址组成，主要包括中共中央鄂豫皖分局、省委旧址，鄂豫皖特区苏维埃政府旧址，鄂豫皖军委及红四方面军总部旧址，鄂豫皖军委航空局旧址、中国工农红军第二十五军司令部旧址，徐畈革命旧址群等。1988年被国务院公布为第三批全国重点文物保护单位，2006年，合并独山和金寨革命旧址群。